# Google Cardboard

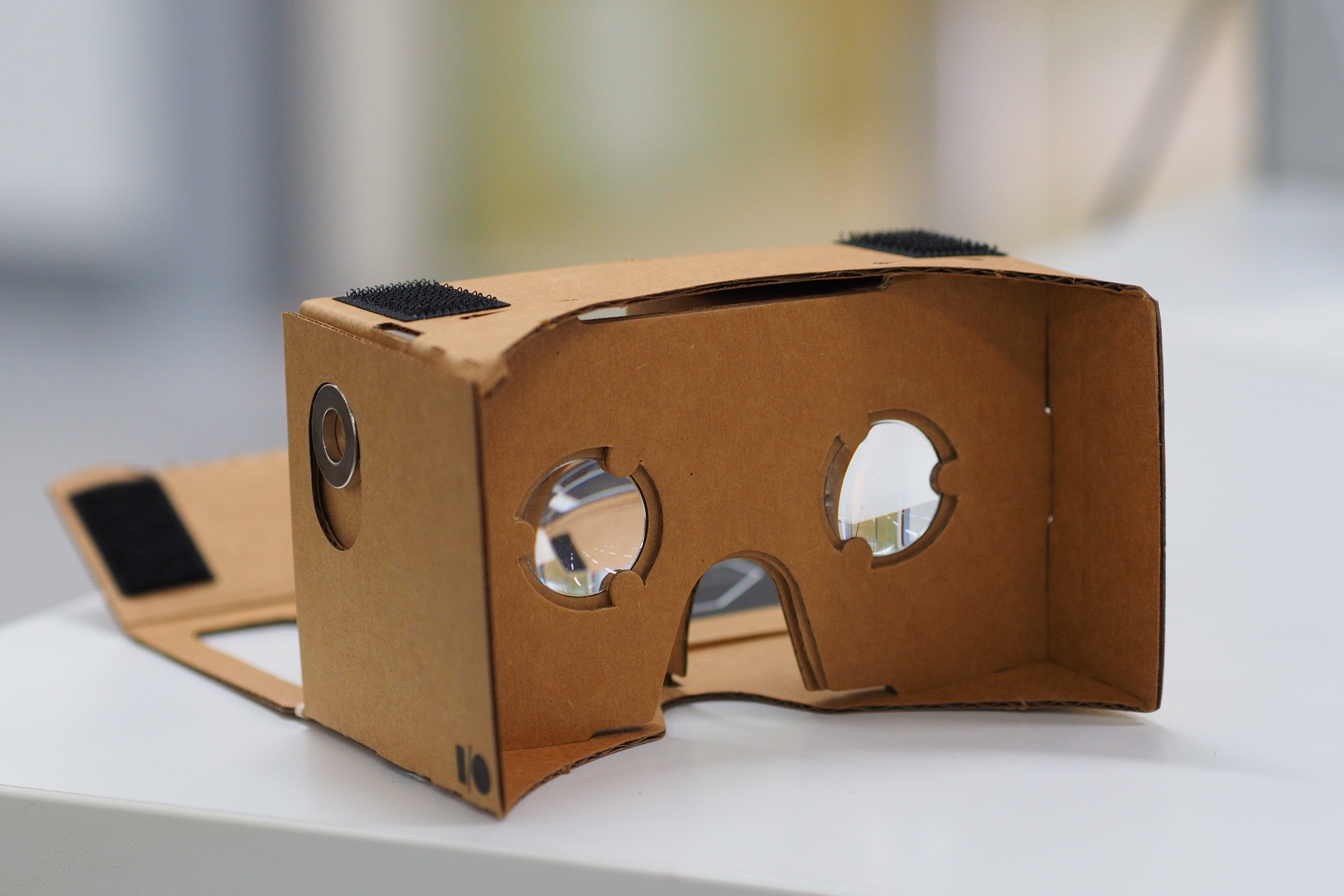
Google Cardboard

Google Cardboard je platforma virtuální reality (VR) vyvíjená společností Google. Byla představena při konferenci Google I/O v roce 2014. V roce 2015 vyšla již 2. verze – Google Cardboard verze 2.0.
Cardboard funguje pro zařízení Android a iOS. Stačí si stáhnout aplikaci podporující 3D obraz vytvořený dělením obrazovky. Pro Android to je z obchodu Google Play např.: Cardboard (oficiální aplikace od Googlu), pro iOS z AppStore stejnojmenná aplikace Cardboard.
Vývojáři aplikací však vytvářejí nové aplikace v Javě neustále. A tak se můžeme dočkat i nějakých novinek, nejenom v herním průmyslu nebo videu, ale i například ve vzdělání.
Na rozdíl od Oculus Rift (a dalších jako HTC Vive), kde se obraz vykresluje (promítá) na vestavěnou obrazovku brýlí, Google Cardboard používá jenom obrazovku smartphonu - jste tedy omezeni jen výkonem vašeho přístroje a aplikacemi, které si do něj stáhnete.

## Zařízení
- Brýle Google Cardboard
- Smartphone (Android nebo iOS) s velikostí obrazovky 4,5" až 5,7" s gyroskopem a GPS
- Aplikace v telefonu

Papírové brýle se skládají ze dvou čoček, magnetu a papírového obalu.
3D zážitek je ještě lepší u verze 2.0.

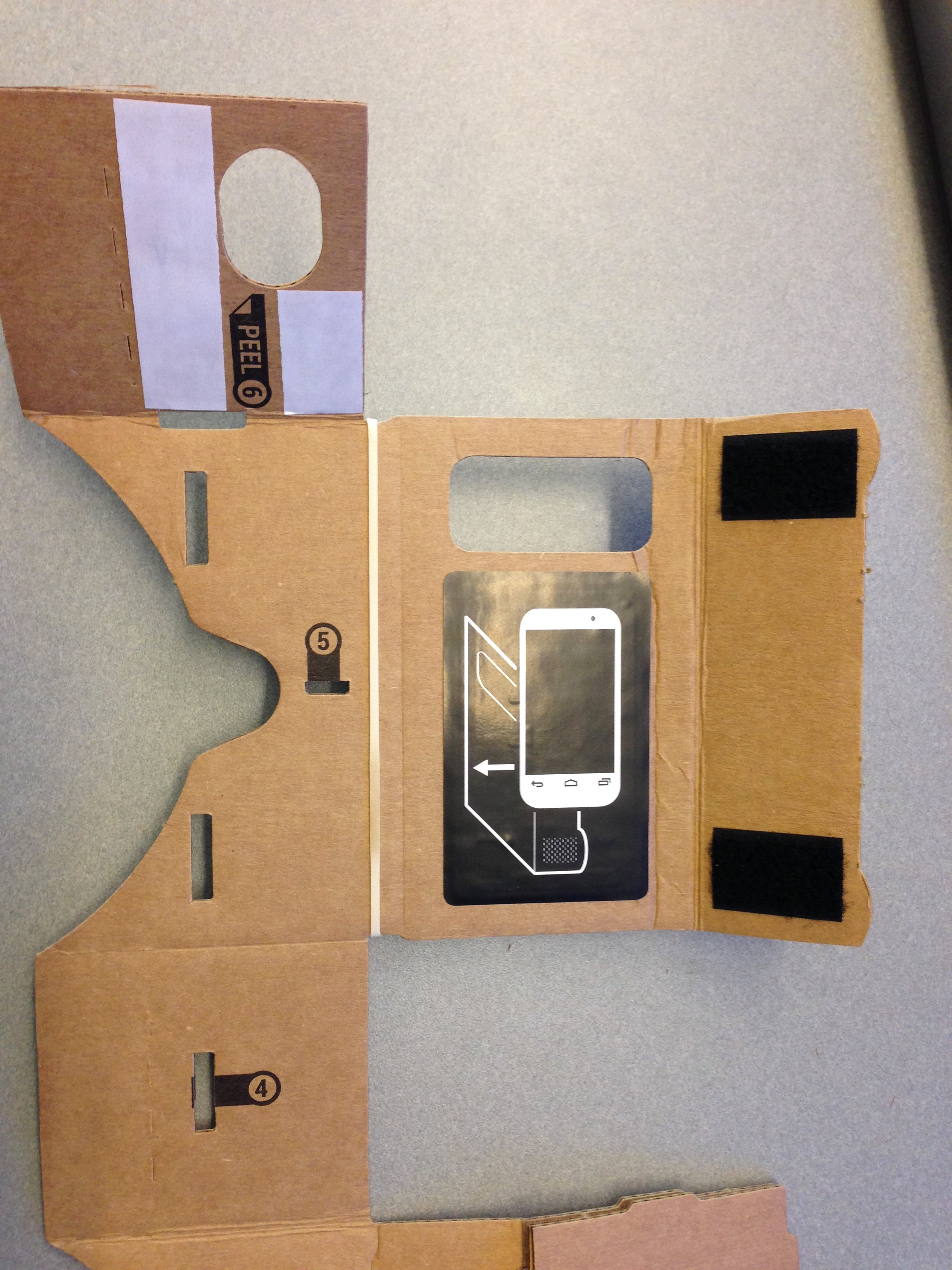
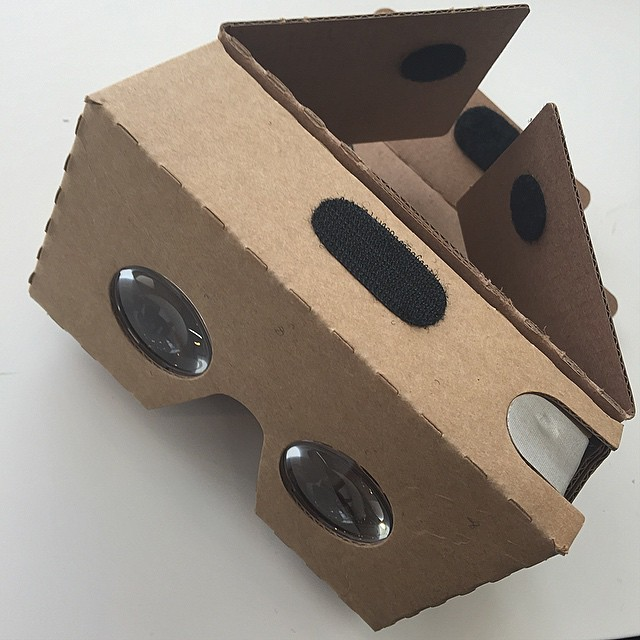